# Southern Fried Records
Southern Fried Records is een onafhankelijk Brits platenlabel, dat  elektronische muziek, house, dance en techno uitbrengt. Het werd in 1994 door Norman Cook (beter bekend als Fatboy Slim) opgericht met het doel zijn muziek en die van bevriende musici zonder een platencontract uit te brengen.
Op het label is muziek uitgekomen van onder meer Cook, Kurtis Mantronik, Armand Van Helden, Krafty Kuts, Sébastien Léger, Theo Kieting, The Black Ghosts, The Whip, Trabant, Maribou State en Space Cowboy.